# Saison WNBA 1997
Navigation
Saison 1998
La saison WNBA 1997 est la 1re saison de la WNBA. La saison régulière se déroule du 21 juin 1997 au 25 août 1997. Les playoffs commencent le 28 août 1997 et se terminent le 30 août 1997 avec la finale WNBA remporté par les Comets de Houston aux dépens du Liberty de New York 65-51. Les Comets ont joué dans la Conférence Est lors de leur première saison et ont passé le reste de leur existence dans la Conférence Ouest. La MVP de la finale était Cynthia Cooper.
Huit équipes participent à la saison inaugurale de la WNBA : le Sting de Charlotte, les Rockers de Cleveland, les Comets de Houston, les Sparks de Los Angeles, le Liberty de New York, le Mercury de Phoenix, les Monarchs de Sacramento et le Starzz de l'Utah. Le premier match de l'histoire de la WNBA oppose les Sparks de Los Angeles au Liberty de New York. Le Liberty l'emporte sur le score de 67 à 57 devant 14 284 spectateurs au Great Western Forum.

## Contexte

### Draft
La draft 1997 est particulière car elle doit permettre de constituer les effectifs des huit équipes participant à la saison inaugurale de la WNBA. Elle s'est déroulée en trois étapes. La première a eu lieu le 22 janvier 1997 et se constitue par l'attribution de 16 joueuses (2 par équipe), sans ordre particulier. Le Sting de Charlotte a reçu les joueuses de l'Atlantic Coast Conference, Andrea Stinson du Wolfpack de NC State et Vicky Bullett des Terrapins du Maryland, Lisa Leslie diplômée de l'USC a été affectée aux Sparks de Los Angeles, Sheryl Swoopes qui a joué en collège à Texas Tech est devenue membre des Comets de Houston et Rebecca Lobo de UConn a été l'une des deux premières joueuses affectées aux New York Liberty.
La deuxième étape consiste en une Elite Draft où des joueuses professionnelles en provenance d’autres ligues dans le monde sont choisies. Celle-ci a lieu le 27 février 1997.
Enfin, la troisième et dernière étape est la draft régulière qui se tient le 28 avril 1997, en quatre tours, à Secaucus, au New Jersey, dans les studios de NBA Entertainment. Les Comets de Houston obtiennent le premier choix de la draft et sélectionnent Tina Thompson.

#### Loterie pick
| Choix | Nom            | Position | Nationalité | Équipe                 | Provenance          |
| ----- | -------------- | -------- | ----------- | ---------------------- | ------------------- |
| 1     | Tina Thompson  | Ailière  | États-Unis  | Comets de Houston      | Southern California |
| 2     | Pamela McGee   | Pivot    | États-Unis  | Monarchs de Sacramento | Southern California |
| 3     | Jamila Wideman | Meneuse  | États-Unis  | Sparks de Los Angeles  | Stanford            |
| 4     | Eva Němcová    | Meneuse  | Tchéquie    | Rockers de Cleveland   | Bourges             |

## Déroulement de la saison

### Saison régulière
| Classement | Classement               | Classement | Classement | Classement | Classement | Classement | Classement |
| No         | Franchise                | Vic.       | Def.       | MJ         | V/D        | GB         |            |
| ---------- | ------------------------ | ---------- | ---------- | ---------- | ---------- | ---------- | ---------- |
| 1          | x - Comets de Houston    | 18         | 10         | 28         | .643       | -          |            |
| 2          | x - Liberty de New York  | 17         | 11         | 28         | .607       | 1          |            |
| 3          | o - Sting de Charlotte   | 15         | 13         | 28         | .536       | 3          |            |
| 4          | o - Rockers de Cleveland | 15         | 13         | 28         | .536       | 3          |            |

| Classement | Classement                 | Classement | Classement | Classement | Classement | Classement | Classement |
| No         | Franchise                  | Vic.       | Def.       | MJ         | V/D        | GB         |            |
| ---------- | -------------------------- | ---------- | ---------- | ---------- | ---------- | ---------- | ---------- |
| 1          | x - Mercury de Phoenix     | 16         | 12         | 28         | .571       | -          |            |
| 2          | x - Sparks de Los Angeles  | 14         | 14         | 28         | .500       | 2          |            |
| 3          | o - Monarchs de Sacramento | 10         | 18         | 28         | .357       | 6          |            |
| 4          | o - Starzz de l'Utah       | 7          | 21         | 28         | .250       | 9          |            |

Notes
- x – Qualifié pour les playoffs
- o – Eliminé de la course aux playoffs

### Playoffs
Les quatre équipes avec le meilleur bilan s'affrontent lors de demi-finales. Le premier rencontre le quatrième et le deuxième rencontre le troisième, les deux vainqueurs de ces matchs s'affrontent lors de la finale sur une manche.
|  | Demi-finales        | Demi-finales        |                   |    | Finale       | Finale       |
|  | Demi-finales        | Demi-finales        |                   |    | Finale       | Finale       |
|  |                     |                     |                   |    |              |              |
|  | 28 août 1997        | 28 août 1997        |                   |    | 30 août 1997 | 30 août 1997 |
|  | 28 août 1997        | 28 août 1997        |                   |    | 30 août 1997 | 30 août 1997 |
|  | Comets de Houston   | 70                  |                   |    | 30 août 1997 | 30 août 1997 |
|  | Comets de Houston   | 70                  |                   |    | 30 août 1997 | 30 août 1997 |
|  | Sting de Charlotte  | 54                  |                   |    | 30 août 1997 | 30 août 1997 |
|  | Sting de Charlotte  | 54                  | Comets de Houston | 65 |              |              |
|  |                     |                     | Comets de Houston | 65 |              |              |
|  |                     | Liberty de New York | 51                |    |              |              |
|  | Mercury de Phoenix  | Liberty de New York | 51                | 41 |              |              |
|  | Mercury de Phoenix  |                     |                   | 41 |              |              |
|  | Liberty de New York | 59                  |                   |    |              |              |
|  | Liberty de New York | 59                  |                   |    |              |              |

## Leaders de la saison régulière
| Catégorie                  | Joueur              | Équipe                | Statistiques |
| -------------------------- | ------------------- | --------------------- | ------------ |
| Points par match           | Cynthia Cooper      | Comets de Houston     | 22,2         |
| Rebonds par match          | Lisa Leslie         | Sparks de Los Angeles | 9,5          |
| Passes décisives par match | Teresa Weatherspoon | Liberty de New York   | 6,1          |
| Interceptions par match    | Teresa Weatherspoon | Liberty de New York   | 3,0          |
| Contres par match          | Elena Baranova      | Starzz de l'Utah      | 2,2          |
| % aux tirs                 | Zheng Haixia        | Liberty de New York   | 61,8 %       |
| % aux lancers francs       | Bridget Pettis      | Mercury de Phoenix    | 89,8 %       |
| % à 3 points               | Eva Němcová         | Rockers de Cleveland  | 43,5 %       |

## Récompenses individuelles
| Récompenses                       | Vainqueur                                 | Deuxième/Troisième                                                             |
| --------------------------------- | ----------------------------------------- | ------------------------------------------------------------------------------ |
| WNBA Most Valuable Player         | Cynthia Cooper (Comets de Houston)        | Andrea Stinson (Sting de Charlotte) Lisa Leslie (Sparks de Los Angeles)        |
| WNBA Defensive Player of the Year | Teresa Weatherspoon (Liberty de New York) | Elena Baranova (Starzz de l'Utah) Michele Timms (Mercury de Phoenix)           |
| WNBA Coach of the Year            | Van Chancellor (Comets de Houston)        | Linda Hill-MacDonald (Rockers de Cleveland) Cheryl Miller (Mercury de Phoenix) |

- MVP des Finales WNBA :  Cynthia Cooper (Comets de Houston)
- Kim Perrot Sportsmanship Award :  Zheng Haixia (Sparks de Los Angeles)

| - All-WNBA First Team : F Eva Němcová (Rockers de Cleveland) F Tina Thompson (Comets de Houston) C Lisa Leslie (Sparks de Los Angeles) G Ruthie Bolton (Monarchs de Sacramento) G Cynthia Cooper (Comets de Houston) | - All-WNBA Second Team : F Wendy Palmer (Starzz de l'Utah) F Jennifer Gillom (Mercury de Phoenix) C Rebecca Lobo (Liberty de New York) G Teresa Weatherspoon (Liberty de New York) G Andrea Stinson (Sting de Charlotte) |